# حمومک مورچه داره
حمومک مورچه داره گونه‌ای از بازی بچه‌ها می‌باشد که در آن بچه‌ها دست‌های خود را به یکدیگر می‌دهند و به شکل دایره‌ای شکل می‌ایستادند. یکی از کودکان به عنوان سرگروه شروع به خواندن شعر حمومک مورچه داره می‌نمود. اگر کسی سر موقع عمل نشستن و برخاستن را انجام ندهد اصطلاحاً سوخته است؛ و از بازی کنار می‌رود. در بعضی موارد برای هوشیاری بچه‌ها جمله بشین وخیز را می‌گفتند تا بچه‌ها به اشتباه عمل کرده و بسوزند.

## متن شعر بازی
حمومک مورچه داره
دور و ورش کوچه داره
جون تو خنده داره
بشین و پاشو خنده داره
یادم میاد اون وقت که ناز نازی بودم
با بچه‌های کوچه هم بازی بودم
با این ترانه گرم غوغا می‌شدیم
می خوندیم و می‌شستیم و پا می‌شدیم
حمومک مورچه داره
دور و ورش کوچه داره
جون تو خنده داره
بشین و پاشو خنده داره
حالا اون پسر سر زنده که بازنده شده
یه چشش اشکو یه چشم دیگرش خنده شده
حالا مثل گل پرپر می مونه
حالا دیگه با غم دل می خونه
حمومک مورچه داره
دورو ورش کوچه داره
جون تو خنده داره
بشین و پاشو خنده داره